# Johann Arnold Ebert
Johann Arnold Ebert, född den 8 februari 1723 i Hamburg, död den 19 mars 1795, var en tysk skald.
Ebert, som var hovråd och professor i Braunschweig, tillhörde den krets, från vilken "Bremer Beiträge" utgick, och besjöngs av Klopstock. Han författade två samlingar Episteln und vermischte Gedichte (1789 och 1795) samt utgav bland annat en översättning av Youngs "Night-thoughts".